# Käringsjön (Roslags-Kulla socken, Uppland)
Käringsjön är en insjö mellan Roslags-Kulla och Vettershaga, intill länsväg 276 vid Bergshamravikens inlopp i Österåkers kommun i Uppland och ingår i Norrtäljeån-Åkerströms kustområde. Det finns även elva andra insjöar i Sverige som också heter Käringsjön, varav två som också är belägna i samma landskap. Dessa två insjöar ligger dock i två andra kommuner; Täby respektive Tierp.